# Clastoptera obtusata
Clastoptera obtusata är en insektsart som beskrevs av Carl Stål 1854. Clastoptera obtusata ingår i släktet Clastoptera och familjen Clastopteridae. Inga underarter finns listade i Catalogue of Life.